# Dolní Chabry
Dolní Chabry – część Pragi leżąca w dzielnicy Praga 8, na północny wschód o centrum miasta. W 2006 zamieszkiwało ją 3 274 mieszkańców.